# Collegium Kołłątaja Uniwersytetu Jagiellońskiego
Collegium Kołłątaja (pełna nazwa Collegium Phisicum im. Hugona Kołłątaja) – zabytkowy gmach Uniwersytetu Jagiellońskiego, zlokalizowany pomiędzy ulicami: św. Anny, Jagiellońską i Gołębią na krakowskim Starym Mieście.

## Historia

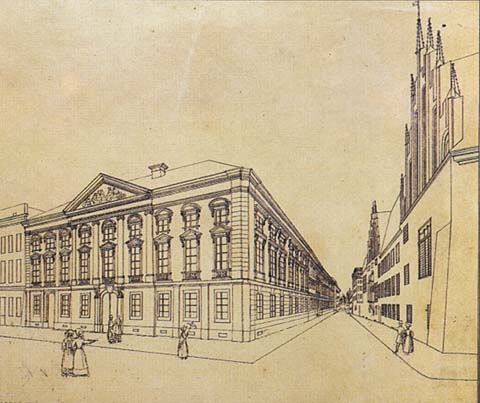
Collegium Phisicum w I połowie XIX wieku na rycinie Piotra Wrońskiego według rysunku A. Bakałłowicza

Collegium Physicum powstało pierwotnie na działce zajmowanej w średniowieczu przez trzy domy mieszczańskie: narożną Kamienicę Priamowską, Kamienicę Arnołowską i Kamienicę Pod Konikiem. W 1749 Kamienica Priamowska została nabyta przez K. Pałaszowskiego. W 1754 dokupił on Kamienicę Arnołowską, a w 1758 Kamienicę Pod Konikiem. W latach 60. XVIII wieku rozpoczął na ich miejscu budowę konwiktu szlacheckiego, która jednak szybko została przerwana.
Collegium Phisicum zostało wzniesione w latach 1787-1791 z wykorzystaniem murów nieukończonego konwiktu. Obiekt wybudowano z inicjatywy Hugona Kołłątaja z przeznaczeniem na  zakłady nauk przyrodnicznych i matematycznych, w tym mechaniki i hydrauliki. Projekt gmachu wykonał Feliks Radwański.
W XIX i XX wieku budynek był rozbudowywany i przebudowywany. W latach 1824–1826 przyłączono przylegającą od południa Bursę Śmieszkowską, a w latach 1839–1840 wzniesiono skrzydło od strony ulicy Gołębiej według projektu Franciszka Lanciego. W latach 1850–1852 przebudowano wnętrza według projektu Karola Kremera i Tomasza Majewskiego, przekształcając sień, wznosząc reprezentacyjną klatkę schodową oraz loggię filarową. W 1935 przebudowano piętra loggi oraz okna drugiego piętra skrzydła wschodniego.

## Architektura

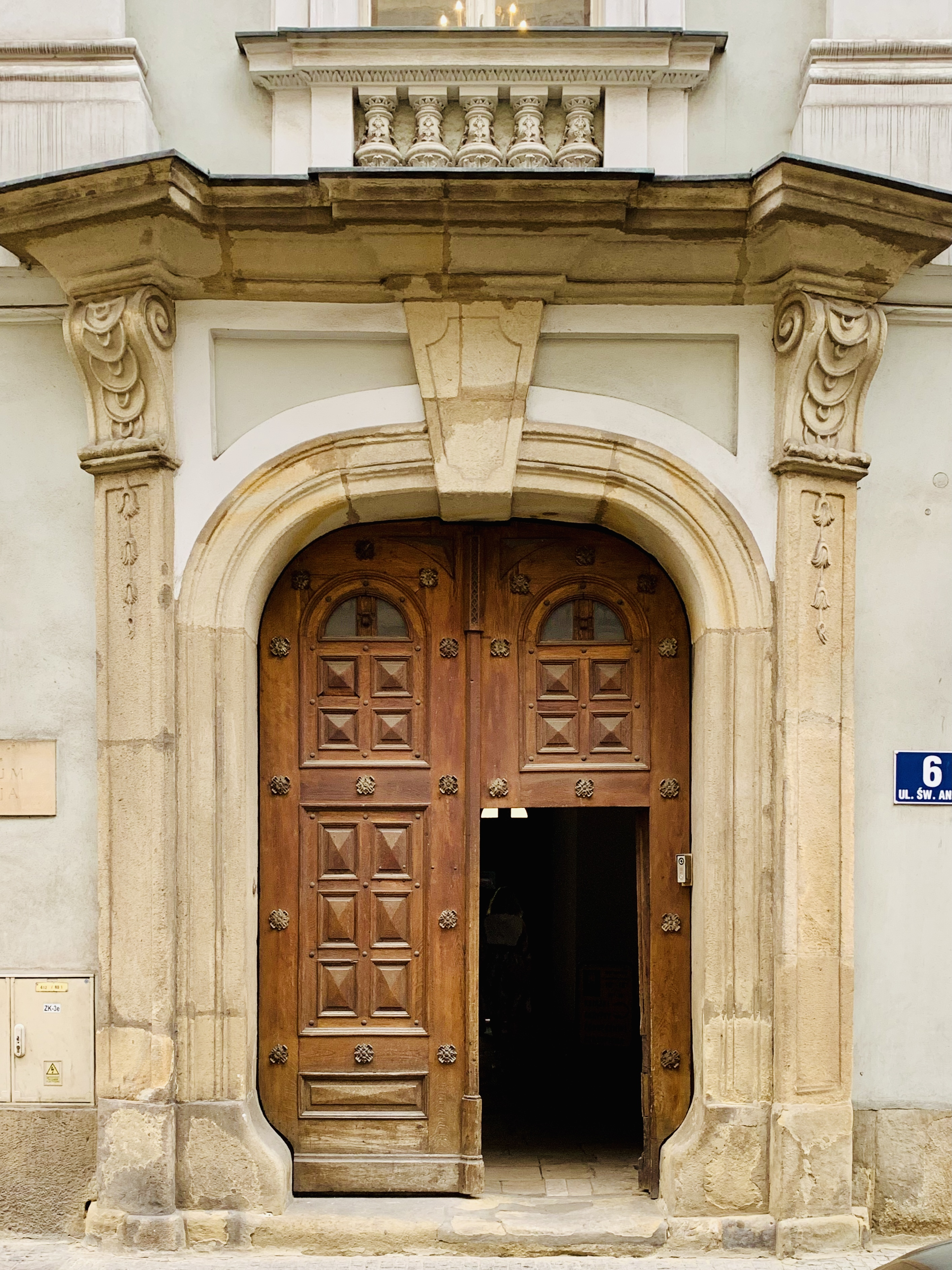
Portal

Gmach składa się z trzech skrzydeł. Ma dwie pełne kondygnacje i półpiętro. Fasada skierowana jest na ulicę św. Anny. Ma ona dziewięć osi. W jej centralnej części znajduje się płytki ryzalit o szerokości trzech osi, zwieńczony trójkątnym frontonem, w którego tympanonie umieszczono alegoryczną płaskorzeźbę "Polonia opiekunka nauk". W piątej, środkowej osi fasady znajduje się późnobarokowy portal, obok którego umieszczono tablicę upamiętniającą skroplenie w tym budynku azotu i tlenu przez Karola Olszewskiego i Zygmunta Wróblewskiego w 1883. Okna ozdobione są frontonami: pierwszego piętra – trójkątnymi, a półpiętra – półkolistymi. Elewacja od strony ulicy Jagiellońskiej ma dwadzieścia dwie osie. W dwunastej osi parteru zachowało się oryginalne, XVII-wieczne okno Bursy Śmieszkowskiej z kamiennym obramieniem i gzymsem nadokiennym. Elewacja od strony ulicy Gołębiej ma cztery osie.
We wnętrzach budynku zachowała się dekoracja malarska z II połowy XIX wieku oraz część oryginalnego wyposażenia sal na piętrze skrzydła frontowego m.in. półki na minerały w dawnym gabinecie mineralogicznym.